# Gephyrotes spinosum
Gephyrotes spinosum är en mossdjursart som beskrevs av Ferdinand Canu och Ray Smith Bassler 1928. Gephyrotes spinosum ingår i släktet Gephyrotes och familjen Cribrilinidae.
Artens utbredningsområde är Mexikanska golfen. Inga underarter finns listade i Catalogue of Life.